# 名四バイパス

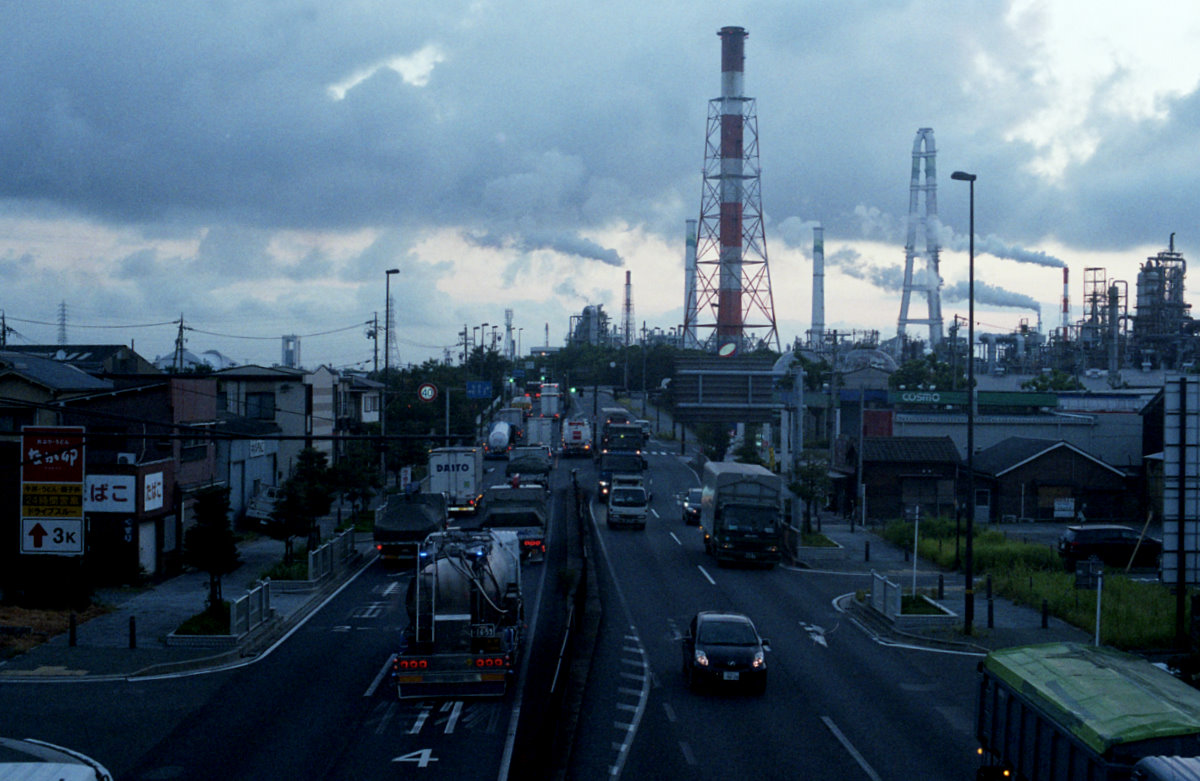
名四バイパス

名四バイパス（めいしバイパス、名四国道）は、愛知県豊明市から名古屋市南部を迂回し三重県四日市市を結ぶ国道23号バイパスである。四日市市から鈴鹿市へ連続する鈴鹿バイパス、国道25号・国道1号へ分岐する追分バイパスについても述べる。
読み方は「めいし」が正しいとされるが、沿道では「めいよん」と呼称されることもあり、案内表示のローマ字表記においても「Meiyon-kokudo」（めいよんこくどう）としているものも見られる。

## 概要
名四バイパスの正式名称に対して名四国道の道路通称があり、通称は地図での記載や広く沿線自治体で使用されるなど、一般に定着している。名古屋市内においては、1984年（昭和59年）に市内の道路の愛称を公募した際、従来から用いられていた通称「名四国道」がそのまま道路の愛称として制定されている。
開通当初は木曽三川を跨ぐ橋梁群（木曽川大橋、揖斐長良大橋）が有料道路であったが、1972年以降は全線が無料である。また、当初暫定4車線として建設された伊勢湾岸自動車道の併走区間である豊明IC - 名古屋南IC間は2005年より完成6車線として供用されている。総工費は約360億円であった。
自動車専用道路ではないものの、名古屋市港区以東では50 cc以下の二輪車が通行禁止となっている区間がある。特に、名古屋市緑区 - 大府市 - 緑区 - 大府市 - 豊明市の区間については全区間に渡って50 cc以下の二輪車は通行禁止となっている。
名四バイパスはバイパス群としての名豊道路には含まれないものの名古屋南IC - 豊明IC間延長5.8 kmは「名豊道路」として地域高規格道路として指定されている。

### バイパスデータ
- 起点：愛知県豊明市阿野町（豊明IC）
- 終点：三重県鈴鹿市北玉垣町（鈴鹿バイパス・北玉垣町交差点）、四日市市釆女町（追分バイパス・小古曽東3丁目交差点）
- 全長：53.9 km
- 車線数：4車線 - 6車線（全線）

## 歴史
もともと、伊勢湾岸を走る豊橋市 - 名古屋市 - 四日市市を結ぶ国道1号のバイパスとして計画され、「名四道路」の名前で、名古屋市と四日市市を結ぶバイパスとして建設された。1963年（昭和38年）に名古屋港 - 四日市の一部区間が供用開始され、1972年（昭和47年）に全線が開通した。開通当初は旧道とともに名古屋 - 四日市間に現道と名四バイパスの並行する2本の国道1号が走っていたが、1975年（昭和50年）4月1日の一般国道の路線の追加指定の際に、豊橋 - 幸田間の国道247号や国道248号とともに、国道23号へ編入された。

### 年表
- 1958年（昭和33年）：着工。
- 1963年（昭和38年）2月16日：第1期工事区間の名古屋市港区寛政町（現：名四町。寛政IC） - 四日市市袋町間29.1 kmが供用開始。
  - このうち木曽三川の橋梁群を含む5.45 kmは、建設費がかさむことから日本道路公団によって建設され、有料道路「名四道路」として供用された[12]。無料開放されたのは1972年12月27日である。
  - 国道1号との分岐は、当初は愛知県名古屋市緑区鳴海附近を予定していたが、その後予定地が宅地化し、用地買収が困難になったことと、1964年に豊橋市までの名豊道路の計画ができたことから、区間を延伸して豊明市栄町で分岐することとなった。
- 1966年（昭和41年）8月1日:名古屋市港区寛政町から港栄町の間、1.2キロメートルが開通[13]。
- 1969年（昭和44年）12月1日：西部路線（四日市市袋町 - 四日市市釆女町）が供用開始。
- 1972年（昭和47年）10月5日：東部路線（名古屋市港区寛政町 - 豊明市栄町）が供用開始され、全線が完成。
- 1975年（昭和50年）4月1日：国道23号の起点が四日市市から愛知県豊橋市に変更。
  - 名四バイパスは、名古屋市 - 豊橋市で建設が進められている名豊道路（知立・岡崎・蒲郡・豊橋・豊橋東の各バイパス。総延長72.7 km）と共に国道23号へ編入された。名四バイパスは現在でも実質的には国道1号のバイパスであり、並行区間の国道1号は2車線の区間が多い。拡幅事業が進められている箇所もあるが、4車線以上の区間は名古屋市中心部、桑名市、四日市市等の一部区間のみとなっている。なお、名四バイパスも北頭 - 名四町間の高架区間の一部は開通当初6車線であったが、現在は車線幅と路側帯を拡大した4車線となっている。
- 1982年（昭和57年）：知立バイパス開通により同バイパスと接続。
- 2014年（平成26年）秋：名古屋市緑区大高町から飛島村にかけて「環境レーン」を設置。

## 接続・並行するバイパスとの関係
| 名豊道路 知立バイパス（知立・豊橋・東京方面） |                          |              |
| 【豊明IC】                                    |                          |              |
| 名四バイパス                                  |                          |              |
| 【南福崎交差点】                              |                          |              |
| 北勢バイパス                                  | 名四バイパス             | 名四バイパス |
| 北勢バイパス                                  | 【大里町IC】             |              |
| 北勢バイパス                                  | 追分バイパス             | 鈴鹿バイパス |
| 【国分町交差点】                              |                          | 鈴鹿バイパス |
| 亀山バイパス （京都・大阪方面）               | 鈴鹿四日市道路           | 鈴鹿バイパス |
| 亀山バイパス （京都・大阪方面）               | 【鈴鹿市稲生町】         |              |
| 亀山バイパス （京都・大阪方面）               | 中勢バイパス（伊勢方面） |              |

## インターチェンジなど
平面供用区間の交差点については主要交差点のみ記載。

### 国道23号・名四バイパス
| 施設名                                                | 接続路線名                                                                  | 備考                                        | 所在地   |
| ----------------------------------------------------- | --------------------------------------------------------------------------- | ------------------------------------------- | -------- |
| 国道23号（名豊道路 知立バイパス）知立・豊橋・東京方面 |                                                                             |                                             |          |
| 豊明IC                                                | E1A 伊勢湾岸自動車道 国道1号 愛知県道57号瀬戸大府東海線                     |                                             | 豊明市   |
| 北崎IC                                                |                                                                             |                                             | 大府市   |
| 桶狭間有松IC                                          | 国道366号                                                                   |                                             | 大府市   |
| 共和IC                                                | 愛知県道50号名古屋碧南線                                                    |                                             | 大府市   |
| 名古屋南IC                                            | E1A 伊勢湾岸自動車道 C2 名古屋第二環状自動車道 国道302号（名古屋環状2号線） | 名二環出入口は有松IC                        | 名古屋市 |
| 大高IC・ 大高出入口                                   | E87 知多半島道路 名古屋高速3号大高線 愛知県道23号東浦名古屋線               |                                             | 名古屋市 |
| 折戸交差点                                            |                                                                             | 平面交差点                                  | 名古屋市 |
| 丸の内IC                                              | 愛知県道59号名古屋中環状線                                                  |                                             | 名古屋市 |
| 丹後通交差点                                          | 愛知県道36号諸輪名古屋線                                                    | 平面区間、交差点複数                        | 名古屋市 |
| 北頭IC                                                | 名古屋市道名古屋環状線 愛知県道55号名古屋半田線                             | 竜宮方車線変更禁止                          | 名古屋市 |
| 竜宮IC                                                | 名古屋高速4号東海線                                                         | 高速出入口は木場出入口                      | 名古屋市 |
| 竜宮IC                                                | 愛知県道225号名古屋東港線 名古屋市道名古屋環状線                            | 市道環状線と重複                            | 名古屋市 |
| 築地口IC                                              | 国道154号                                                                   | 市道環状線と重複                            | 名古屋市 |
| 築地口IC                                              | 名古屋市道名古屋環状線                                                      | 竜宮方面のみの出入路                        | 名古屋市 |
| 港陽IC                                                | 国道154号（名古屋港方面のみ）                                               | 竜宮方面からの出口無し                      | 名古屋市 |
| 築地口IC                                              | 名古屋市道江川線                                                            | 寛政方面のみの出入路                        | 名古屋市 |
| 寛政IC                                                | 名古屋市道名古屋環状線                                                      | 名四町交差点近接                            | 名古屋市 |
| 十一屋交差点                                          | 愛知県道59号名古屋中環状線                                                  | 平面区間、交差点複数                        | 名古屋市 |
| 藤前流通団地IC                                        |                                                                             |                                             | 名古屋市 |
| 梅之郷IC                                              | C2 名古屋第二環状自動車道 国道302号（名古屋環状2号線）                      | 高速出入口は飛島北IC                        | 飛島村   |
| 稲荷西交差点                                          | 愛知県道66号・71号（西尾張中央道）                                          | 平面区間、交差点多数 （一部立体交差もあり） | 弥富市   |
| 木曽岬IC                                              | 愛知県道108号木曽岬弥富停車場線                                             | 平面区間、交差点多数 （一部立体交差もあり） | 木曽岬町 |
| 長島IC                                                | 三重県道7号水郷公園線                                                       | 平面区間、交差点多数 （一部立体交差もあり） | 桑名市   |
| 和泉IC                                                | 国道258号 三重県道69号湾岸桑名インター線                                    | 平面区間、交差点多数 （一部立体交差もあり） | 桑名市   |
| みえ川越IC 南福崎交差点                               | E1A 伊勢湾岸自動車道 国道1号（北勢バイパス）                                | 平面区間、交差点多数 （一部立体交差もあり） | 川越町   |
| 富田浜IC                                              | 三重県道64号上海老茂福線                                                    | 平面区間、交差点多数 （一部立体交差もあり） | 四日市市 |
| 浜町交差点                                            | 国道164号                                                                   | 平面区間、交差点多数 （一部立体交差もあり） | 四日市市 |
| 昌栄町交差点                                          | 三重県道6号四日市楠鈴鹿線                                                   | 平面区間、交差点多数 （一部立体交差もあり） | 四日市市 |
| 大里町IC                                              | 国道25号（追分バイパス）                                                    | 平面区間、交差点多数 （一部立体交差もあり） | 四日市市 |
| 国道23号（鈴鹿バイパス）鈴鹿・津・伊勢方面            |                                                                             |                                             |          |

### 国道23号・鈴鹿バイパス
| 施設名                                         | 接続路線名                                       | 備考                          | 所在地   |
| ---------------------------------------------- | ------------------------------------------------ | ----------------------------- | -------- |
| 国道23号（名四バイパス）桑名・名古屋・東京方面 |                                                  |                               |          |
| 大里町IC                                       | 国道25号（追分バイパス）                         |                               | 四日市市 |
| 柳ランプ                                       | 三重県道54号鈴鹿環状線                           | 三重県道553号を介して間接接続 | 鈴鹿市   |
| 北玉垣町ランプ                                 | 国道23号（伊勢街道） 三重県道8号四日市鈴鹿環状線 |                               | 鈴鹿市   |
| 国道23号（中勢バイパス）津・松阪・伊勢方面     |                                                  |                               |          |

### 国道25号・追分バイパス
| 施設名                                                    | 接続路線名                              | 接続路線名                                           | 備考                                        | 所在地   |
| --------------------------------------------------------- | --------------------------------------- | ---------------------------------------------------- | ------------------------------------------- | -------- |
| 大里町交差点                                              | 国道23号 （名四バイパス・鈴鹿バイパス） | 国道23号 （名四バイパス・鈴鹿バイパス）              | 国道25号単独区間 厳密には名四バイパスの一部 | 四日市市 |
| 大治田IC                                                  | 国道1号（東海道）                       | 国道1号（東海道）                                    | 国道25号単独区間 厳密には名四バイパスの一部 | 四日市市 |
| 大治田IC                                                  | 旧国道23号                              | 旧国道23号                                           | 国道1号・国道25号重複区間 追分バイパス      | 四日市市 |
| 小古曽東3交差点                                           | 旧国道1号                               |                                                      | 国道1号・国道25号重複区間 追分バイパス      | 四日市市 |
| 小古曽東3交差点                                           | 旧国道1号                               | 国道1号・国道25号重複区間 現道改良（采女拡幅）の区間 |                                             | 四日市市 |
| 采女南交差点                                              | 三重県道8号四日市鈴鹿環状線             | 三重県道8号四日市鈴鹿環状線                          |                                             | 四日市市 |
| 国分町交差点                                              | 国道1号（北勢バイパス）                 | 国道1号（北勢バイパス）                              |                                             | 四日市市 |
| 国分町交差点                                              | 国道23号（鈴鹿四日市道路）              | 国道23号（鈴鹿四日市道路）                           | 鈴鹿市                                      |          |
| 国道1号・国道25号（亀山バイパス方面）亀山・京都・大阪方面 |                                         |                                                      |                                             |          |

## ギャラリー

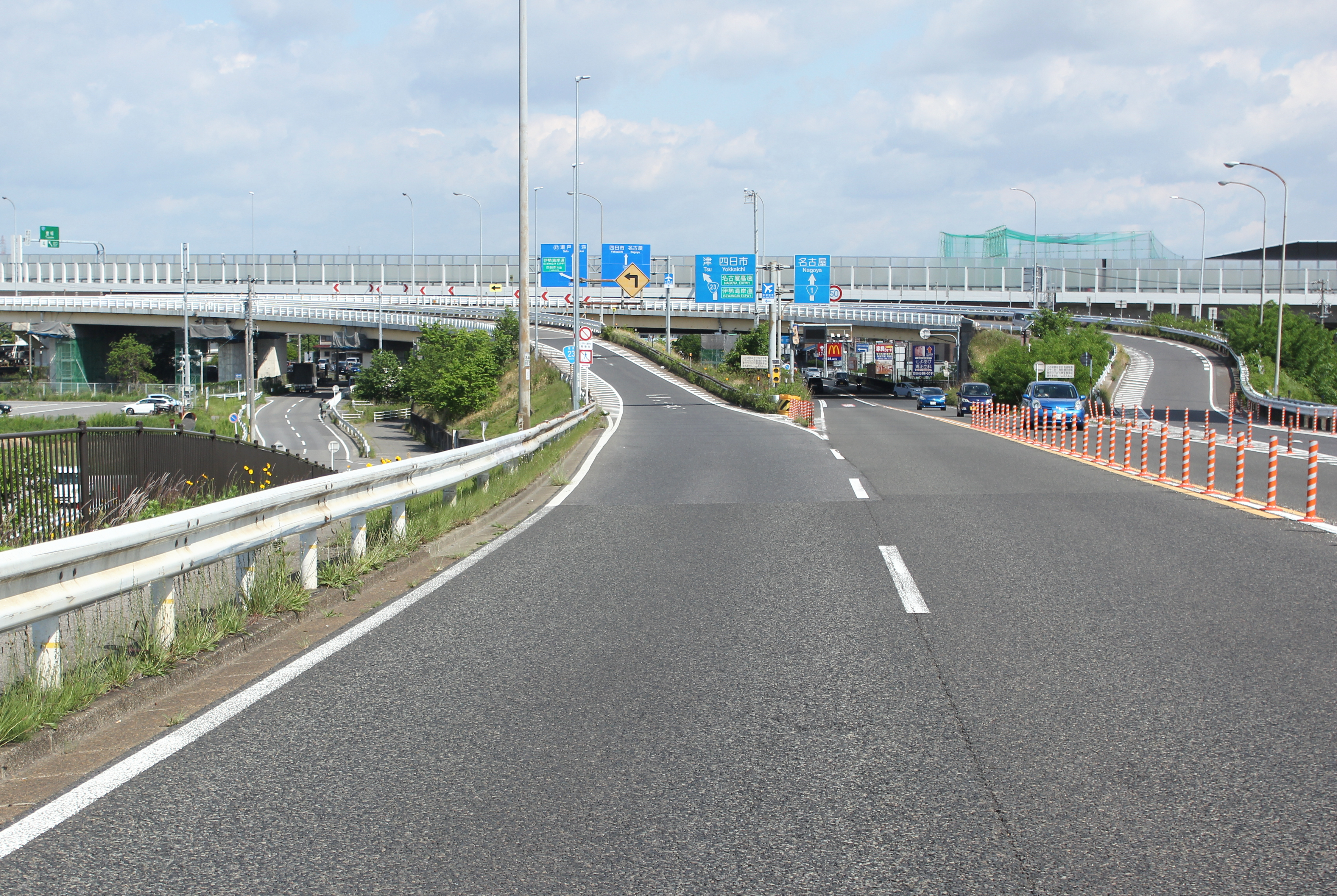
起点の豊明IC 愛知県豊明市
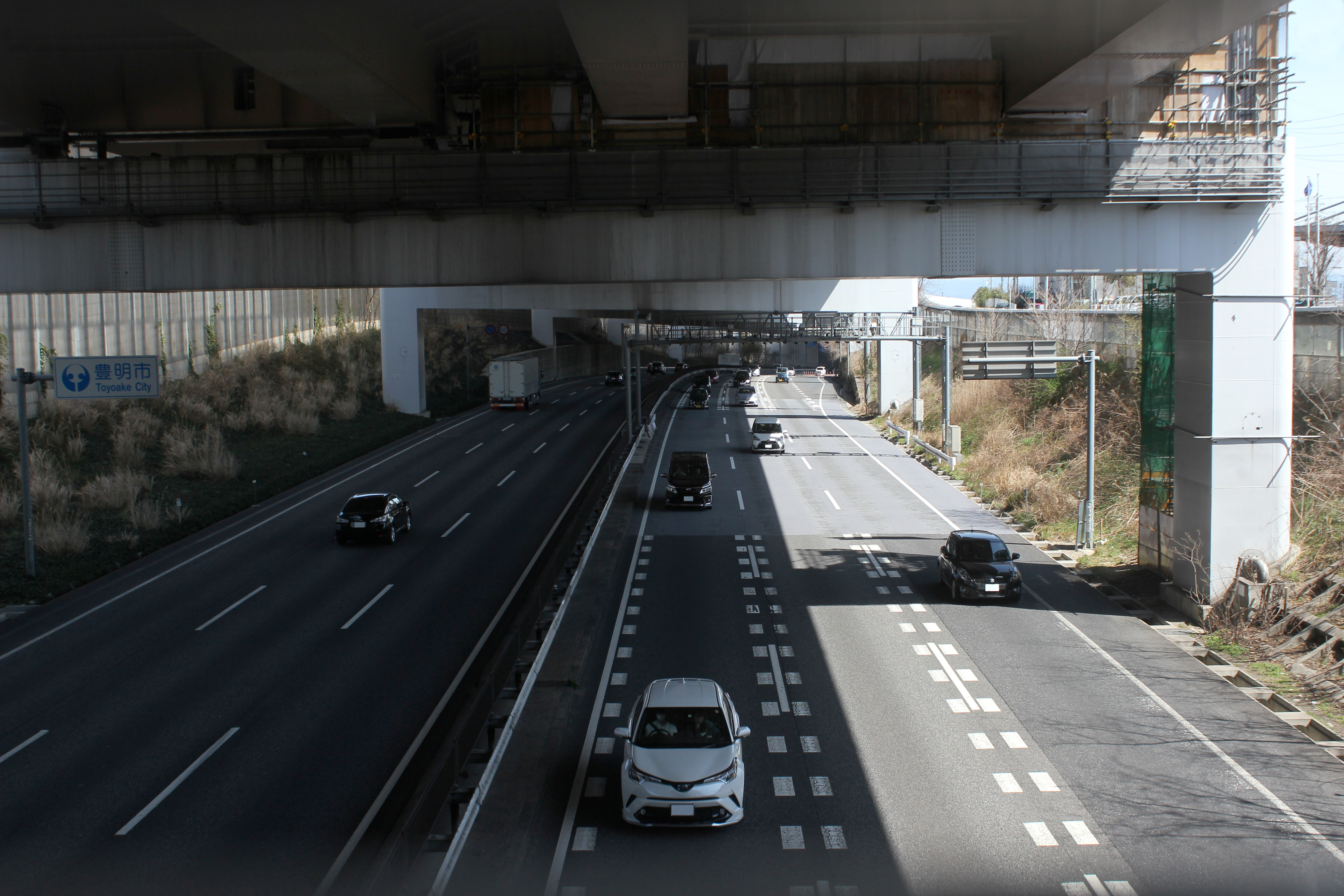
伊勢湾岸道併設区間 愛知県大府市
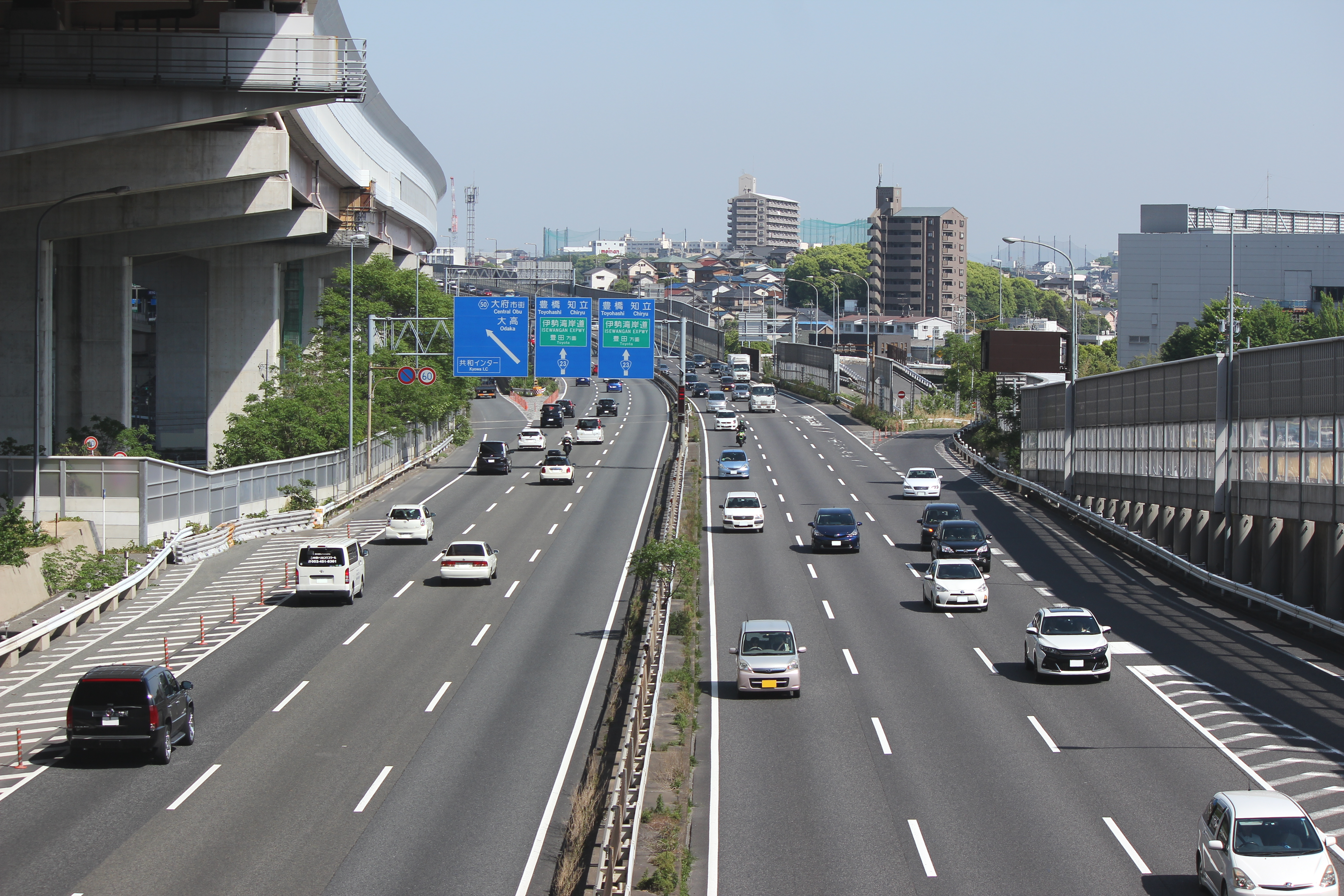
伊勢湾岸道並行区間 名古屋市緑区
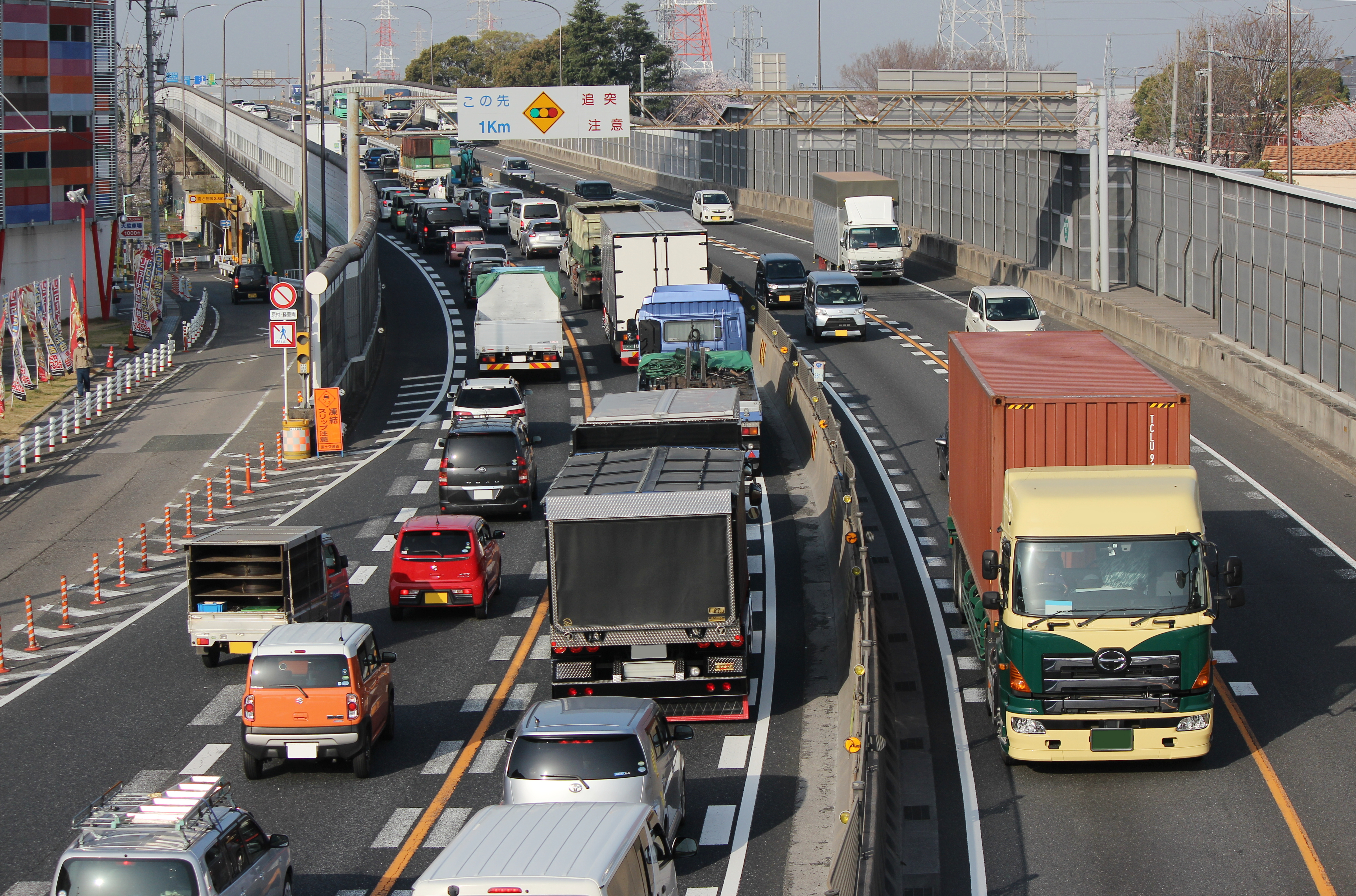
高架区間 名古屋市港区
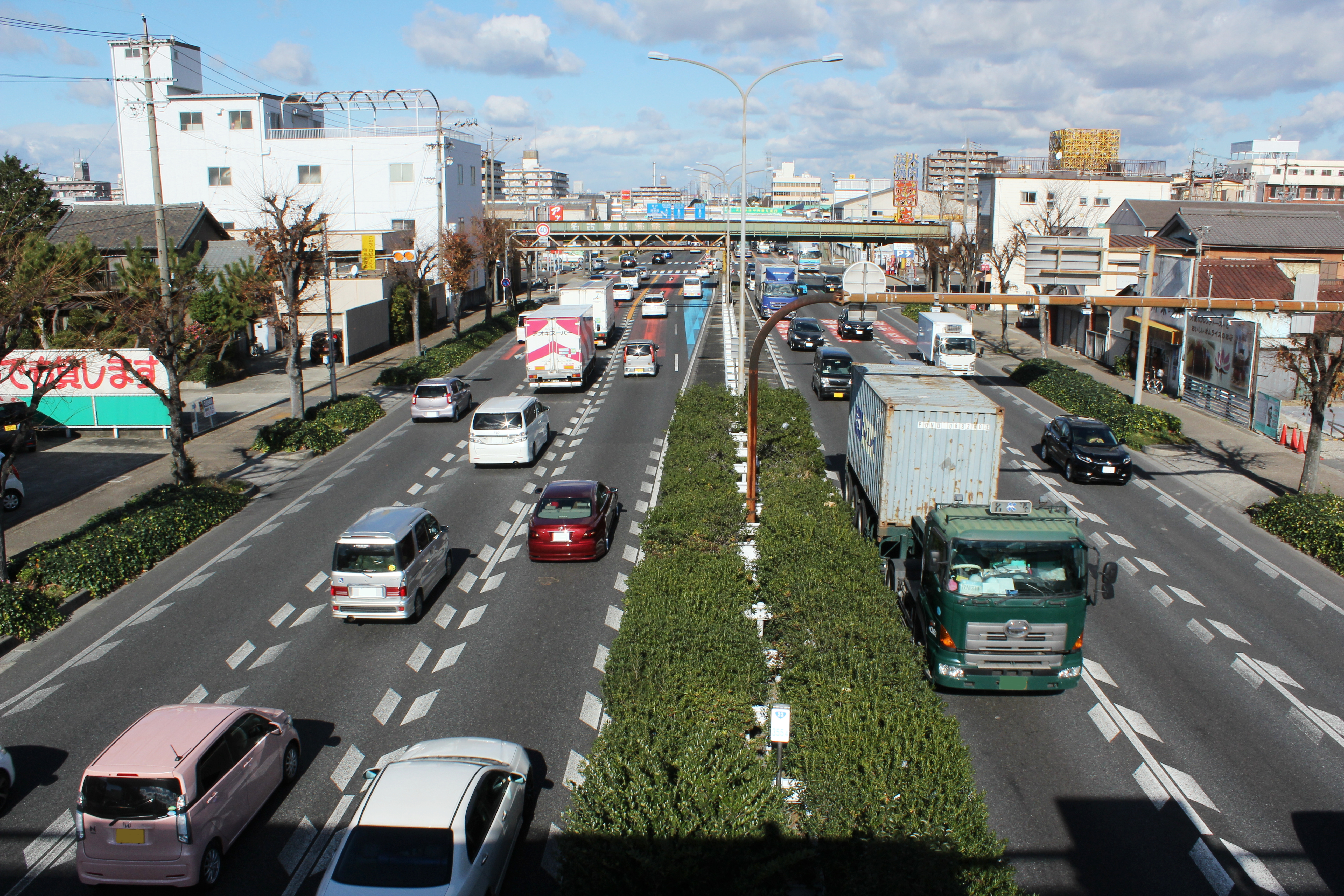
平面供用区間 名古屋市南区
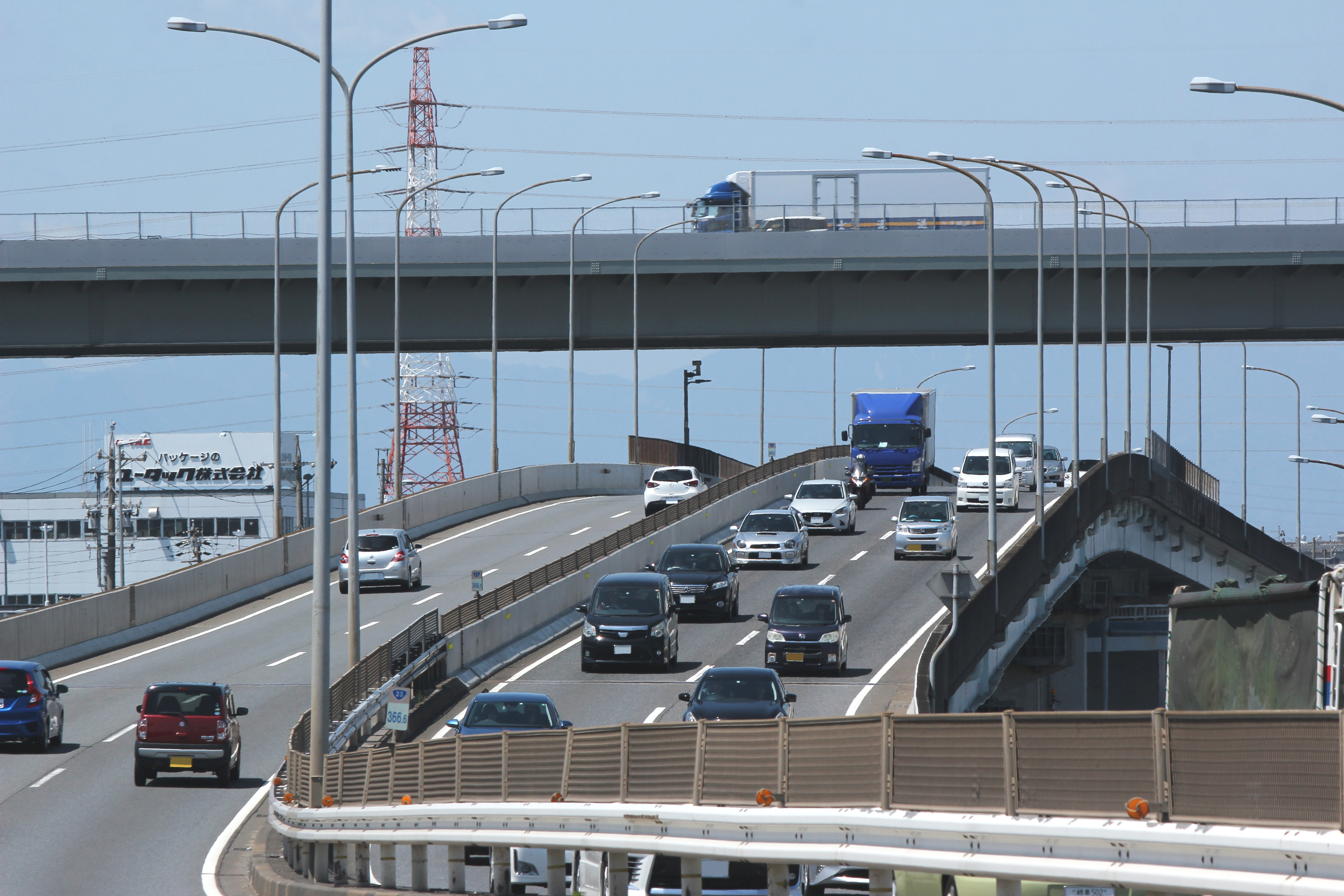
名二環との立体交差 愛知県飛島村
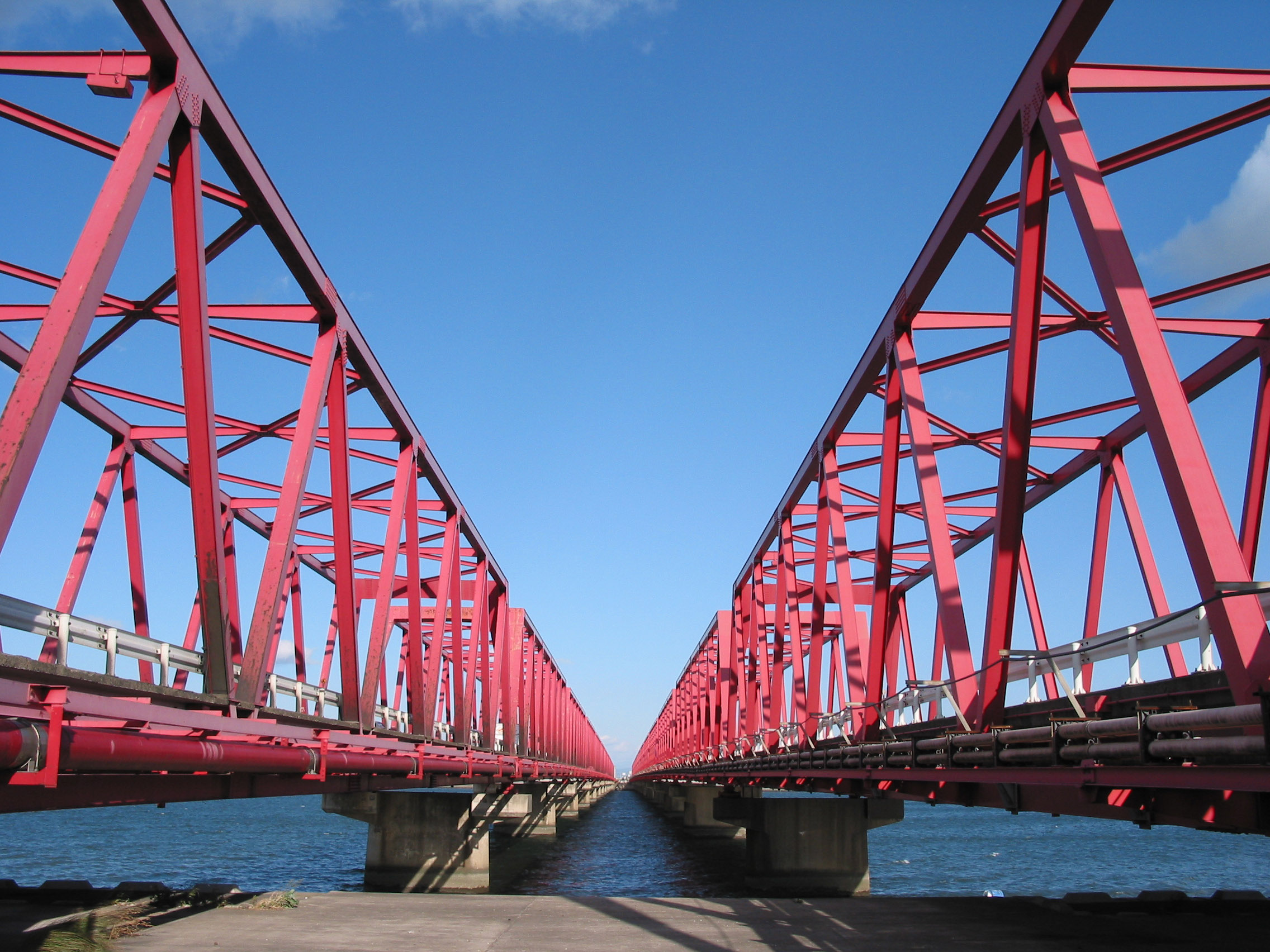
木曽川大橋 三重県木曽岬町
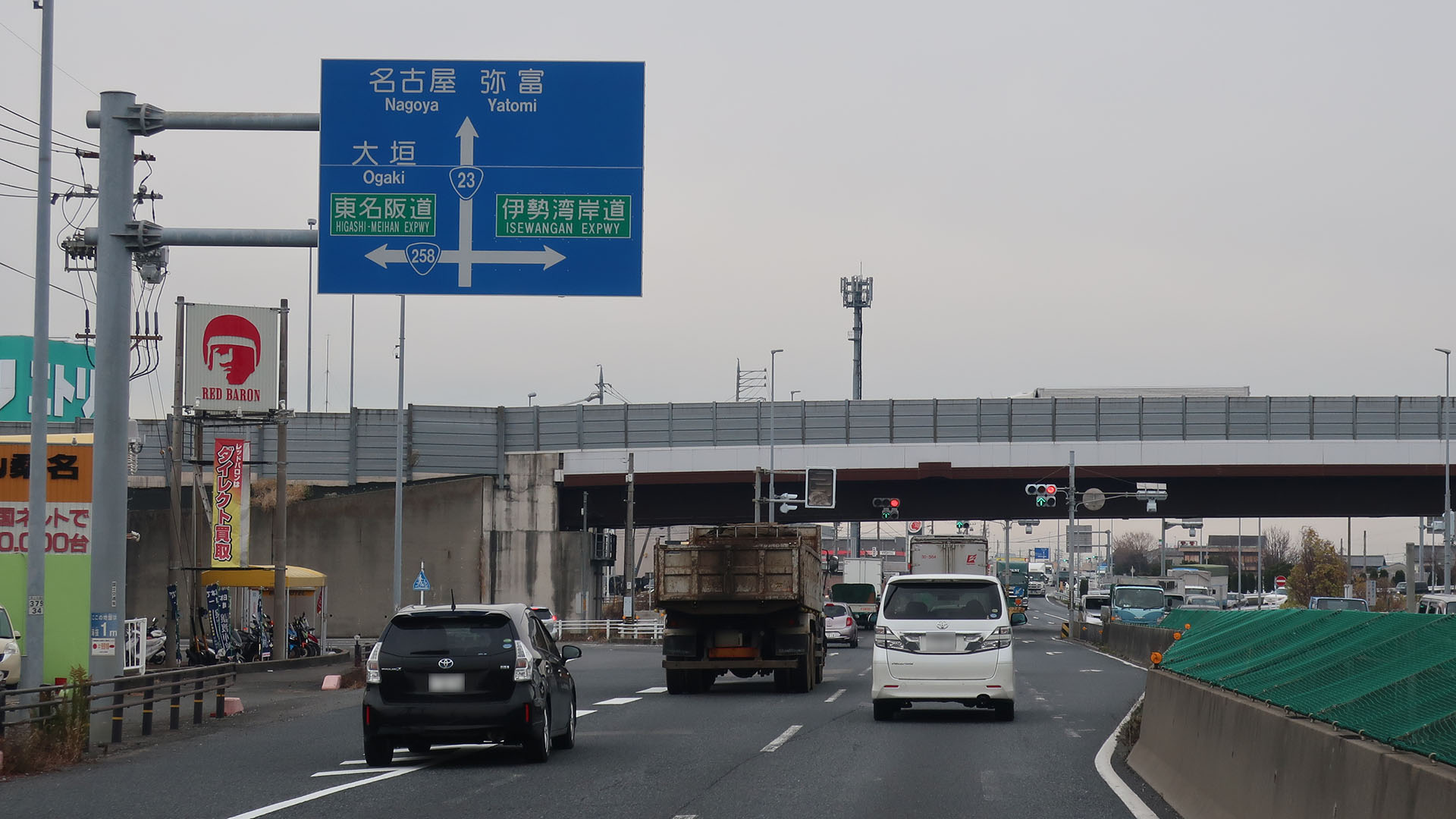
三重県内の区間 三重県桑名市
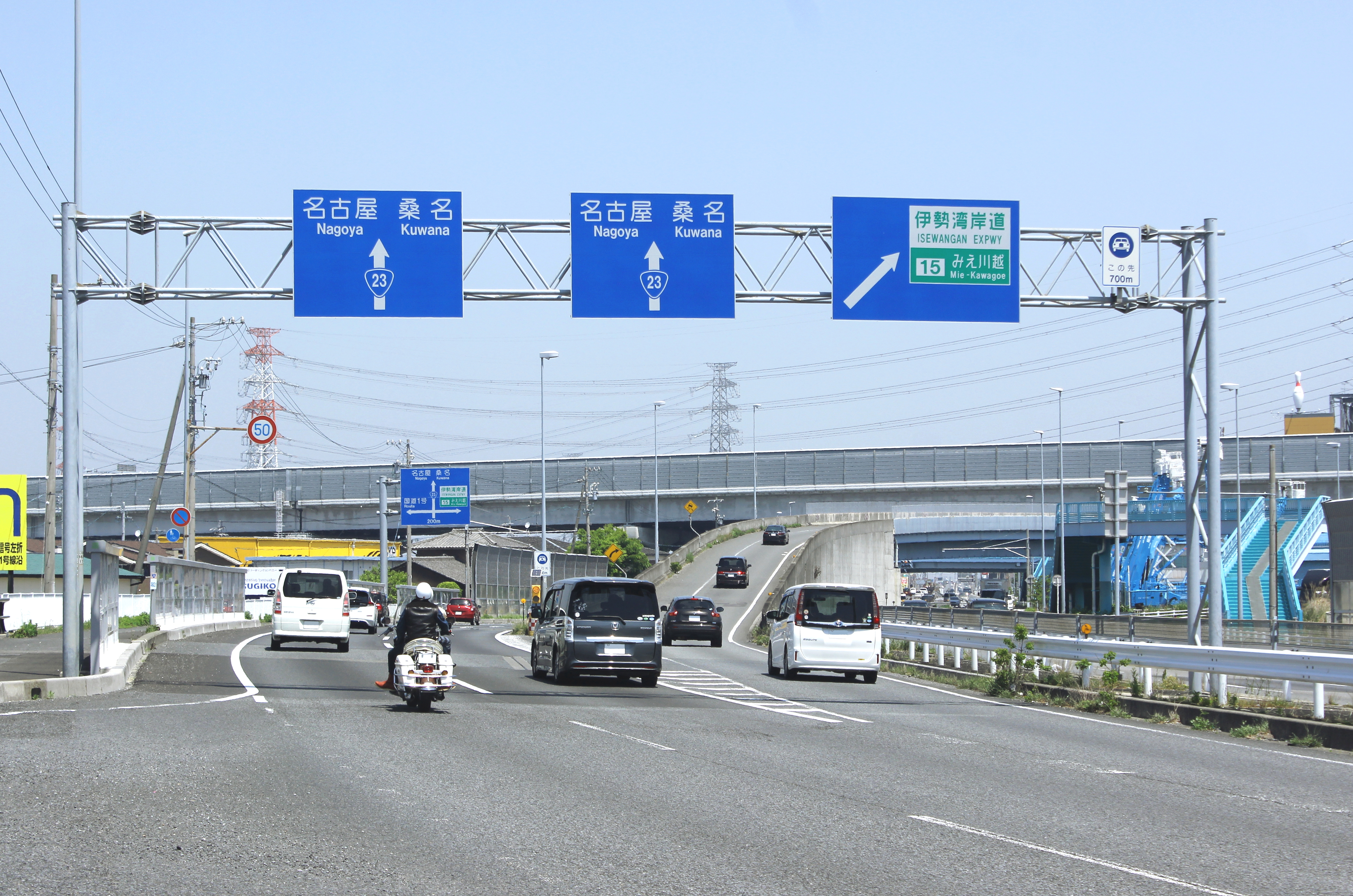
伊勢湾岸道との立体交差 三重県川越町
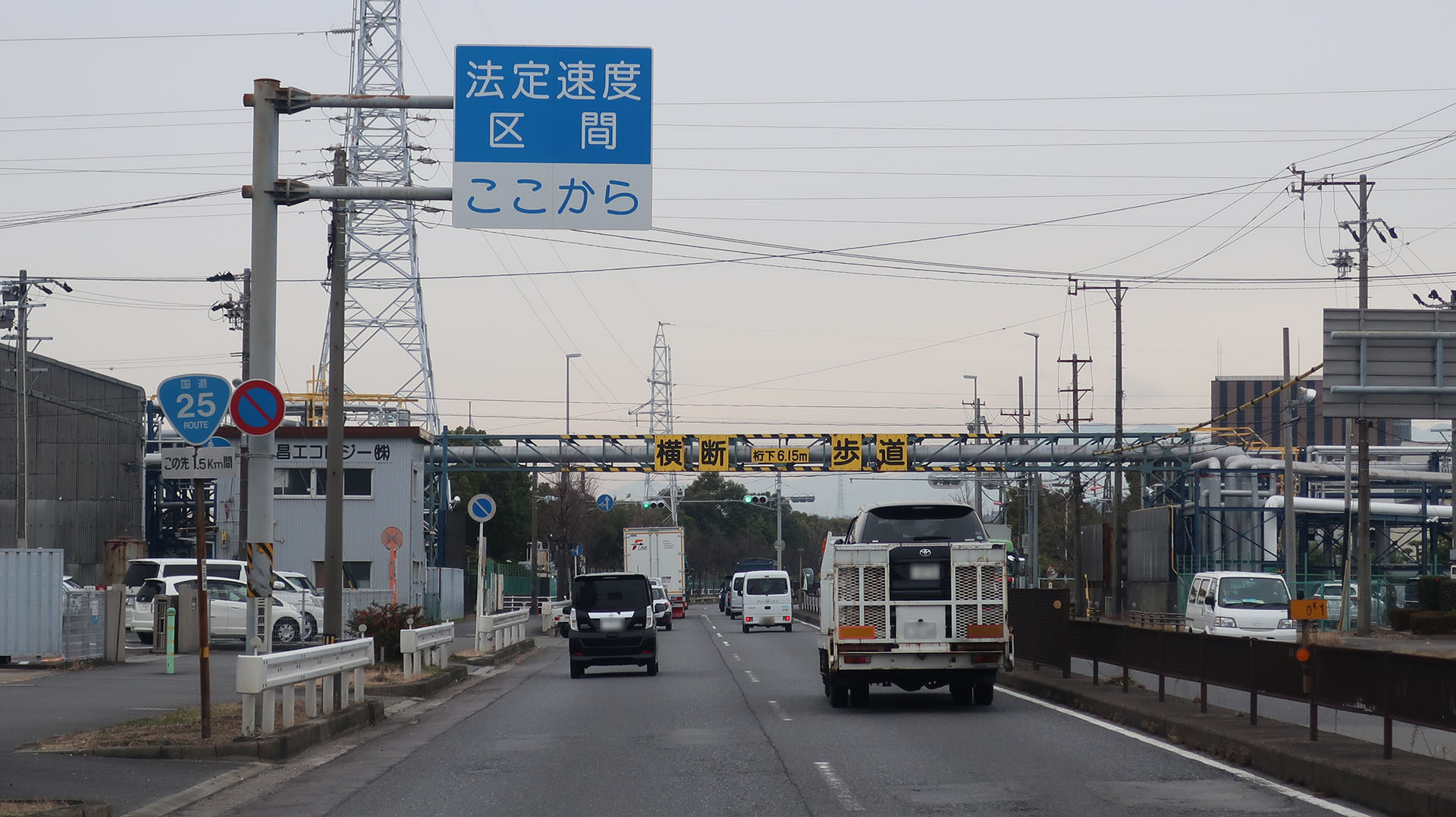
追分バイパス 三重県四日市市
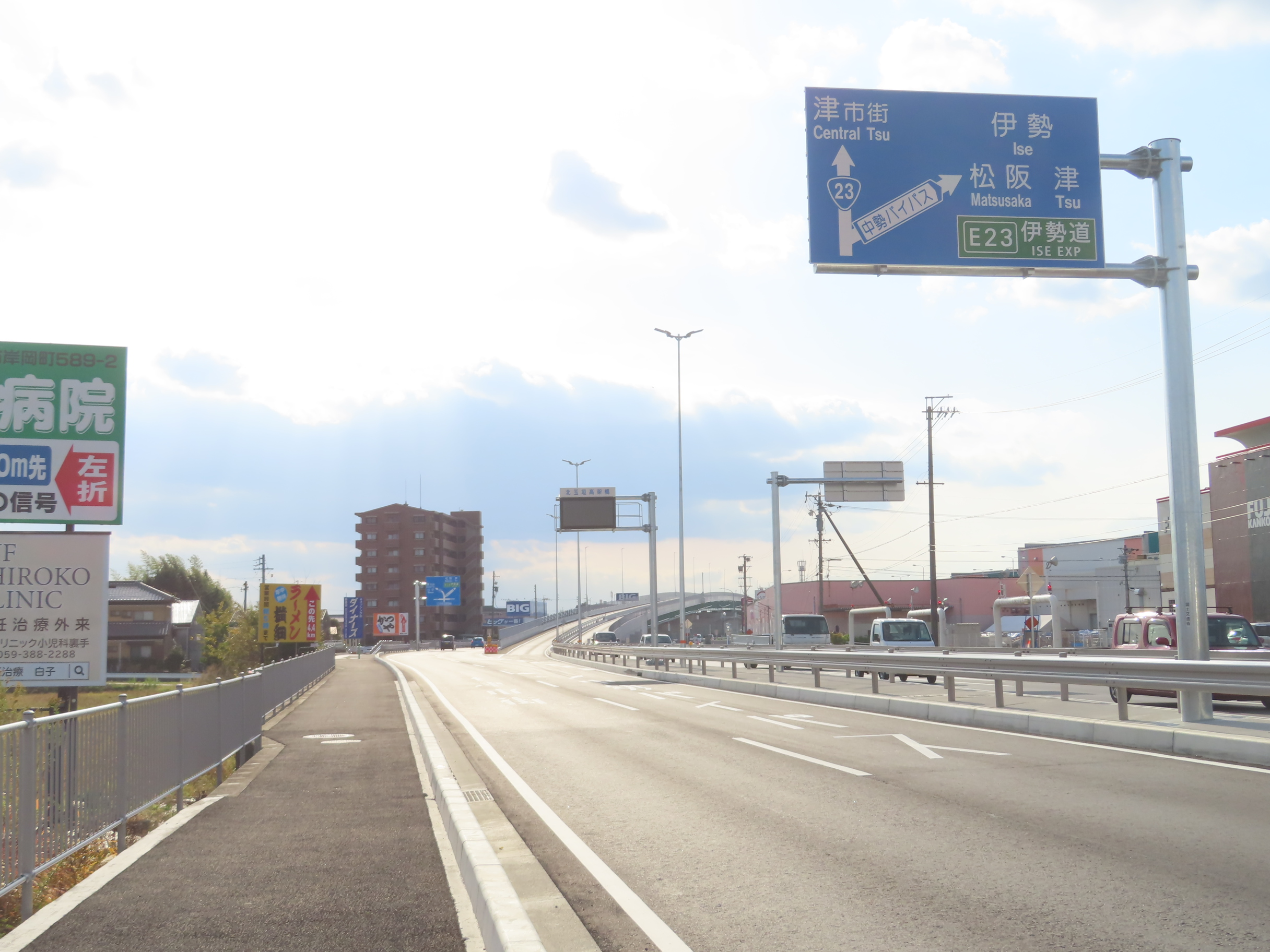
鈴鹿バイパス 三重県鈴鹿市
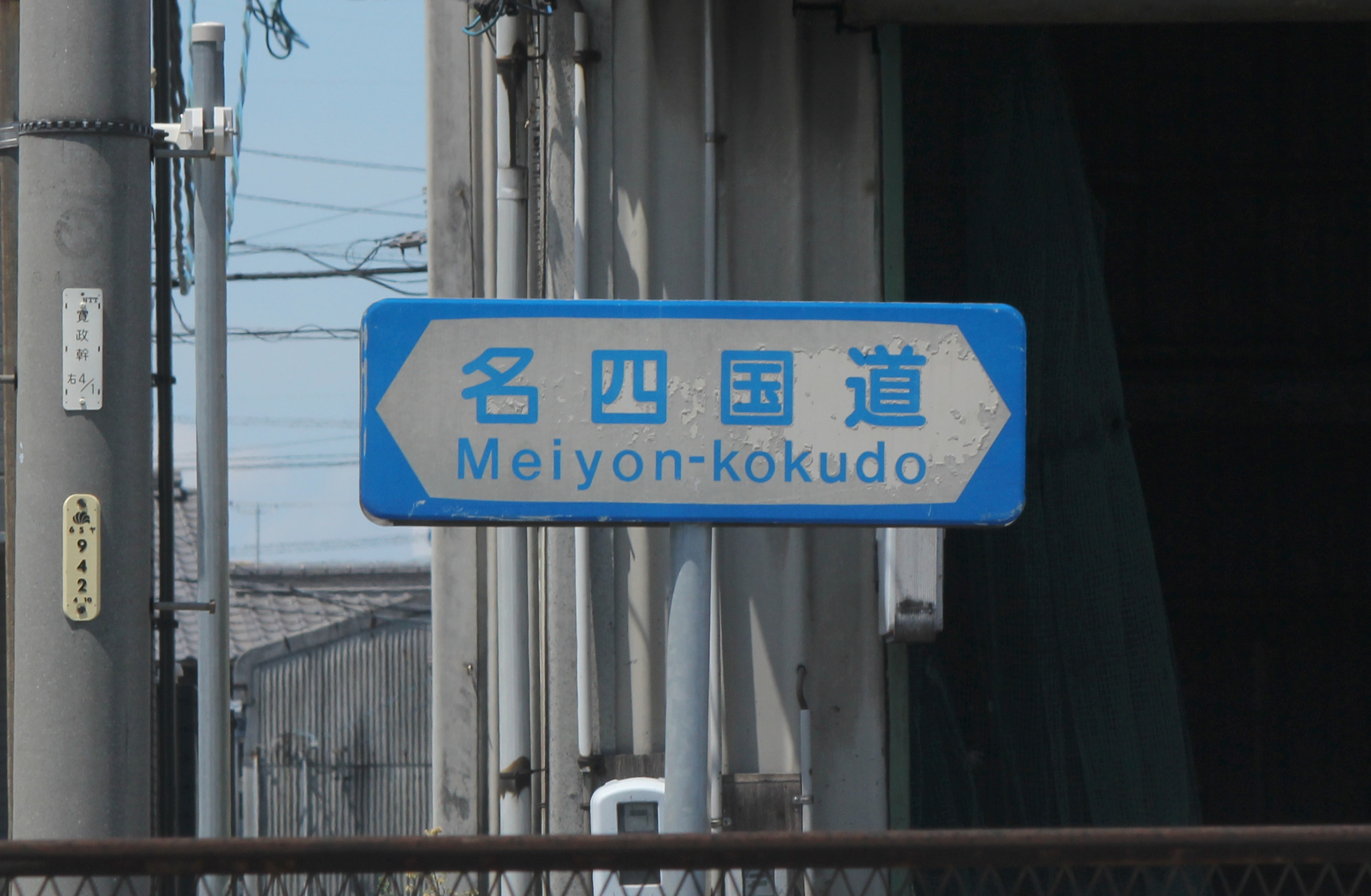
名四国道の標識 Meiyon-Kokudo